# Route nationale 14 (Djibouti)
Pour les articles homonymes, voir Route nationale 14.
La route nationale 14 est une route nationale djiboutienne d'environ 60 kilomètres reliant les villes de Tadjourah et Obock dans le nord du pays.
La route suit la côte nord du Golfe de Tadjourah.
Au sud-ouest, la route est prolongée par la RN 9 vers ville de Djibouti et au nord-est la route est prolongée par la RN 15 vers Khor Angar à l'extrême nord du pays.